# Diploptera

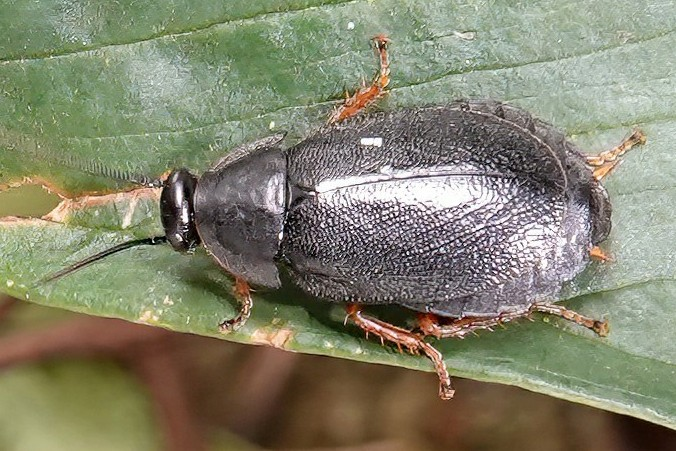
Diploptera nigrescens

Diploptera (лат.) — род крупных тропических тараканов из семейства Blaberidae. Тараканы этого рода напоминают жуков с затвердевшими надкрыльями и крестообразно сложенными задними крыльями. Они живут в тропических лесах Южного Китая и Юго-Восточной Азии, а также на островах Тихого океана, включая Гавайи. Это живородящие тараканы, поэтому их используют для эндокринологических исследований насекомых. Существует восемь известных видов и два подвида.

## Виды
Род включает следующие виды:
- Diploptera elliptica Li & Wang, 2015
- Diploptera erythrocephala Princis, 1950
- Diploptera maculata Hanitsch, 1925
- Diploptera minor (Brunner von Wattenwyl, 1865)
- Diploptera naevus Li & Wang, 2015
- Diploptera nigrescens Shiraki, 1931
  - Diploptera nigrescens nigrescens Shiraki, 1931
  - Diploptera nigrescens guani Li & Wang, 2015
- Diploptera parva Princis, 1953
- Diploptera punctata (Eschscholtz, 1822)